# Детектив Нишпорка
«Детектив Нишпорка» - серія детективних історій польського письменника Ґжеґожа Касдепке. Першу частину було видано 2005 року видавництвом «Nasza Księgarnia». Ілюстрації у всіх книгах зробив Пьотр Рихель . На додачу до основних  книжок у видавництві «Nasza Księgarnia» вийшла серія з чотирьох навчальних зошитів, «Академія детектива Нишпорки», адресована дітям від двох до п'яти років   .

## Сюжет
Кожна книга серії —  збірка історій із детективними загадками, що стосуються  життя і побуту мешканців будинку, у якому знаходиться детективне агентство. Розгадки головоломок зібрані в кінці книги, щоб читачі мали змогу розгадувати їх самостійно  .

## Персонажі
- Детектив Нишпорка (у перекладі І.Котлярської-Фесюк)[5] чи Ниточка (у перекладі  А.Озембловської)[6], власник детективного агентства «Рожеві окуляри», що знаходиться на горищі багатоквартирного будинку. [7]  Він позитивна особа, але іноді видається диваком, наприклад, використовує кактус як зброю для захисту [8].
- Мартвяк - конкурент Нишпорки, власник детективного агентства під назвою «Чорнокнижник», що знаходиться у підвалі того ж будинку[7]
- пан Мєтек - двірник
- пані Ричай - сувора вчителька, мешканка будинку
- пані Маєвська - мешканка будинку
- Домінік і Зузя - брат і сестра, мешканці будинку
- Ася - маленька дівчинка з першого поверху[1] .

## Книги
- 2005: «Детектив Нишпорка» [9]
- 2006: «Нові клопоти детектива Нишпорки» [9]
- 2007: «Зачіпки  детектива Нишпорки»[9]
- 2007: «Велика книга детектива Нишпорки» — збірка трьох, а у перевиданні-  чотирьох частин циклу [10] [11]
- 2012: «Канікули детектива Нишпорки» [9]
- 2017: «Таємниче зникнення детектива Нишпорки»
- 2017: «Велике повернення детектива   Нишпорки»[12]
- 2021: «Ще більша книга детектива Нишпорки» — омнібусне видання, до якого входять твори  «Детектив Нишпорка», «Нові клопоти детектива Нишпорки», «Зачіпки детектива Нишпорки», «Канікули детектива Нишпорки», «Таємниче зникнення детектива Нишпорки» і «Велике повернення детектива Нишпорки».

## Аудіокниги
- 2005: «Детектив Нишпорка» [8]
- 2005: «Пригоди детектива Нишпорки» [13]
- 2006: «Повернення детектива Нишпорки» [14]

Аудіокниги читає Кшиштоф Тинець .

## Українські видання
Серію було двічі перекладено українською мовою. 
Переклад Александри Озембловської:
- Ґжеґож Касдепке. Детектив Ниточка [Текст] / іл. Пьотра Рихела ; пер. з пол. Александри Озємбловської. - К. : Грані-Т, 2007. - 67 с. : кольор. іл. - Пер. изд. : Detektyw Pozytywka / Grzegorz Kasdepke. - 2005. - ISBN 978-966-4650-96-7. - ISBN 978-966-4650-97-4
- Ґжеґож Касдепке. Нові турботи детектива Ниточки [Текст] / іл. Пьотра Рихела ; пер. з пол. Александри Озємбловської. - К. : Грані-Т, 2007. - 67 с. : кольор. іл. - Пер. изд. : Nowe klopoty detektywa Pozytywky / Kasdepke Grzegorz. - 2006. - ISBN 978-966-4650-96-7. - ISBN 978-966-4650-98-1
- Ґжеґож Касдепке. «Вузлики» детектива Ниточки [Текст] / пер. з пол. А. Озембловська ; ілюстр. П. Рихел. - К. : Грані-Т, 2007. - 72 c. - ISBN 978-966-4650-96-7. - ISBN 978-966-4650-99-8

Переклад Ірини Котлярської-Фесюк:
- Ґжеґож Касдепке. Знайомтесь: детектив Нишпорка. Нові клопоти детектива Нишпорки. — Х. : Школа, 2016. — 144 с. — ISBN 978-966-429-404-8.
- Ґжеґож Касдепке. Зачіпки детектива Нишпорки. Канікули детектива Нишпорки. — Х. : Школа, 2016. — 136 с. — ISBN 978-966-429-405-5.